# Thomas Johansson
Karl Thomas Conny Johansson (phát âm [ˈtʊmas ²juːanˌsɔn], sinh ngày 24 tháng 3 năm 1975 tai Linköping) là cựu vận động viên quần vợt người Thụy Điển. Thứ hạng cao nhất của anh là vị trí số 7 vào tháng 5 năm 2002. Sự nghiệp của anh ghi dấu bởi chức vô địch Grand Slam tại Úc mở rộng năm 2002 và 1 chức vô địch ATP Masters 1000 tại Canada Masters. Anh cũng từng giành Huy chương Bạc tại Thế vận hội Mùa hè năm 2008 ở nội dung đôi nam khi đánh cặp cùng Simon Aspelin.
Cho tới nay, Johansson vẫn là người Thụy Điển gần đây nhất giành được chức vô địch Grand Slam.
Johansson bắt đầu huấn luyện Sorana Cîrstea vào năm 2022. Kể từ năm 2024, anh huấn luyện Kei Nishikori.

## Các trận chung kết quan trọng

### Chung kết Grand Slam

#### Đơn: 1 (1 danh hiệu)
| KQ      | Year | Giải            | Mặt sân | Đối thủ     | Tỉ số                   |
| ------- | ---- | --------------- | ------- | ----------- | ----------------------- |
| Vô địch | 2002 | Australian Open | Cứng    | Marat Safin | 3–6, 6–4, 6–4, 7–6(7–4) |

### Chung kết Master Series

#### Đơn: 1 (1 danh hiệu)
| KQ      | Year | Giải           | Mặt sân | Đối thủ            | Tỉ số         |
| ------- | ---- | -------------- | ------- | ------------------ | ------------- |
| Vô địch | 1999 | Canada Masters | Cứng    | Yevgeny Kafelnikov | 1–6, 6–3, 6–3 |

## Thế vận hội

### Đôi: 1 (1 huy chương bạc)
| KQ  | Năm  | Giải                 | Mặt sân | Đồng đội      | Đối thủ                     | Tỉ số                     |
| --- | ---- | -------------------- | ------- | ------------- | --------------------------- | ------------------------- |
| Bạc | 2008 | Thế vận hội Bắc Kinh | Cứng    | Simon Aspelin | Roger Federer Stan Wawrinka | 3–6, 4–6, 7–6 (7–4) , 3–6 |

## Chung kết ATP

### Đơn: 14 (9 danh hiệu, 5 á quân)
| Chú giải                          |
| --------------------------------- |
| Grand Slam (1–0)                  |
| ATP World Tour Finals (0–0)       |
| ATP World Tour Masters 1000 (1–0) |
| ATP World Tour 500 Series (0–0)   |
| ATP World Tour 250 Series (7–5)   |

| Theo mặt sân  |
| ------------- |
| Cứng (4–2)    |
| Đất nện (0–0) |
| Cỏ (2–1)      |
| Thảm (3–2)    |

| KQ      | STT | Ngày                      | Giải                                  | Mặt sân    | Đối thủ             | Tỉ số                   |
| ------- | --- | ------------------------- | ------------------------------------- | ---------- | ------------------- | ----------------------- |
| Vô địch | 1.  | 10 tháng 3 năm 1997       | Copenhagen, Đan Mạch                  | Thảm (i)   | Martin Damm         | 6–4, 3–6, 6–2           |
| Vô địch | 2.  | 17 tháng 3 năm 1997       | St-Peterburg, Nga                     | Thảm (i)   | Renzo Furlan        | 6–3, 6–4                |
| Á quân  | 1.  | 2 tháng 3 năm 1998        | Rotterdam, Netherlands                | Carpet (i) | Jan Siemerink       | 6–7(2–7), 2–6           |
| Á quân  | 2.  | 9 tháng 11 năm 1998       | Stockholm, Thụy Điển                  | Cứng (i)   | Todd Martin         | 3–6, 4–6, 4–6           |
| Vô địch | 3.  | 2 tháng 8 năm 1999        | Montreal, Canada                      | Cứng       | Yevgeny Kafelnikov  | 1–6, 6–3, 6–3           |
| Vô địch | 4.  | 20 tháng 11 năm 2000      | Stockholm, Thụy Điển                  | Cứng (i)   | Yevgeny Kafelnikov  | 6–2, 6–4, 6–4           |
| Vô địch | 5.  | ngày 11 tháng 6 năm 2001  | Halle, Đức                            | Cỏ         | Fabrice Santoro     | 6–3, 6–7(5–7), 6–2      |
| Vô địch | 6.  | ngày 18 tháng 6 năm 2001  | Nottingham, Anh                       | Cỏ         | Harel Levy          | 7–5, 6–3                |
| Vô địch | 7.  | ngày 14 tháng 1 năm 2002  | Australian Open, Melbourne, Australia | Cứng       | Marat Safin         | 3–6, 6–4, 6–4, 7–6(7–4) |
| Á quân  | 3.  | ngày 14 tháng 6 năm 2004  | Nottingham, Anh                       | Cỏ         | Paradorn Srichaphan | 6–1, 6–7(4–7), 3–6      |
| Vô địch | 8.  | ngày 25 tháng 10 năm 2004 | Stockholm, Thụy Điển                  | Cứng (i)   | Andre Agassi        | 3–6, 6–3, 7–6(7–4)      |
| Vô địch | 9.  | ngày 24 tháng 10 năm 2005 | St-Peterburg, Nga                     | Thảm (i)   | Nicolas Kiefer      | 6–4, 6–2                |
| Á quân  | 4.  | ngày 23 tháng 10 năm 2006 | St-Peterburg, Nga                     | Thảm (i)   | Mario Ančić         | 5–7, 6–7(2–7)           |
| Á quân  | 5.  | ngày 8 tháng 10 năm 2007  | Stockholm, Thụy Điển                  | Cứng (i)   | Ivo Karlović        | 3–6, 6–3, 1–6           |

### Đôi: 2 (1 vô địch, 1 á quân)
| Chú giải                          |
| --------------------------------- |
| Grand Slam (0–0)                  |
| ATP World Tour Finals (0–0)       |
| ATP World Tour Masters 1000 (0–0) |
| Summer Olympics (0–1)             |
| ATP World Tour 500 Series (0–0)   |
| ATP World Tour 250 Series (1–0)   |

| Theo mặt sân  |
| ------------- |
| Cứng (0–1)    |
| Đất nện (1–0) |
| Grass (0–0)   |
| Carpet (0–0)  |

| Kết quả | STT | Ngày                | Giải                    | Mặt sân | Đồng đội       | Đối thủ                          | Tỉ số                   |
| ------- | --- | ------------------- | ----------------------- | ------- | -------------- | -------------------------------- | ----------------------- |
| Vô địch | 1.  | 16 tháng 7 năm 2006 | Båstad, Thụy Điển       | Đất nện | Jonas Björkman | Christopher Kas Oliver Marach    | 6–3, 4–6, [10–4]        |
| Á quân  | 1.  | 17 tháng 8 năm 2008 | Thế vận hội, Trung Quốc | Cứng    | Simon Aspelin  | Roger Federer Stanislas Wawrinka | 3–6, 4–6, 7–6(7–4), 3–6 |